# Pierre Groscolas
Pierre Groscolas (Lourmel, Algerije, 29 oktober 1946) is een Frans zanger.

## Levensloop en carrière
Groscolas werd geboren in Algerije, dat destijds een Franse kolonie was. Hij verhuisde in 1962 naar Toulouse. Tijdens zijn middelbare studies speelde hij in een groep, die hun invloeden vond bij de The Beatles, Jimi Hendrix, The Mamas and the Papas, The Kinks, The Who en The Spencer Davis Group.
In 1974 had Groscolas een wereldhit met Lady Lay.

## Discografie
| Single met hitnotering(en) in de Vlaamse Ultratop 50 | Datum van verschijnen | Datum van binnenkomst | Hoogste positie | Aantal weken | Opmerkingen |
| ---------------------------------------------------- | --------------------- | --------------------- | --------------- | ------------ | ----------- |
| Lady Lay                                             | 1973                  | 18-05-1974            | 9               | 10           |             |

| Single met eventuele hitnotering(en) in de Nederlandse Top 40 | Datum van verschijnen | Datum van binnenkomst | Hoogste positie | Aantal weken | Opmerkingen |
| ------------------------------------------------------------- | --------------------- | --------------------- | --------------- | ------------ | ----------- |
| Lady Lay                                                      | 1973                  | 04-05-1974            | 8               | 8            |             |

- Biblioteca Nacional de España: XX959208
- Bibliothèque nationale de France: cb13894752z (data)
- International Standard Name Identifier: 0000 0000 6303 5746
- Library of Congress Control Number: no2005108967
- MusicBrainz: 8dff1995-0540-470d-9248-c04971c0f632
- Système universitaire de documentation: 158879031
- Virtual International Authority File: 22327469